# Alexei Okladnikov
Alexei Pavlovich Okladnikov (em russo:  Алексе́й Па́влович Окла́дников; 1908 – 1981) foi um arqueólogo, historiador e etnógrafo soviético, especialista na nas culturas antigas da Sibéria e da Bacia do Pacífico. Foi eleito membro titular da Academia de Ciências da União Soviética em 1968, e recebeu o título honorário de Herói do Trabalho Socialista (1978).
Viveu a infância na aldeia de Biryulka, na Sibéria.
Em 1938–1961 trabalhou na Divisão de Leningrado do Instituto de Arqueologia da Academia de Ciências da União Soviética.
Foi desde 1962 professor e chefe do Departamento de História da Universidade Estadual de Novosibirsk.
O museu de Khabarovsk é denominado "Okladnikov Museum" em sua memória.

## Obras
- The Soviet Far East in Antiquity: An Archaeological and Historical Study of the Maritime Region of the U.S.S.R. (1965)
- Окладников А.П. и др. "Древний Зашиверск", Москва, 1977
- Okladnikov, Alexei "Art of the Amur : Ancient Art of the Russian Far East", New York, 1982